# Моена
Моена (на италиански: Moena) е град в Северна Италия, алпийски курорт.

## География
Градът се намира в провинция Тренто на област (регион) Трентино-Алто Адидже. Разположен е на река Авизио на 1148 m надморска височина и територия 82 km2. Население 2628 жители по данни от преброяването през 2007 г.

## Природни забележителности
На около 30 km североизточно от Моена се намира алпийския връх Монте Мармолада (3342 m).

## Спорт
Поради наличието на голяма хотелска база градът е предпочитан от организаторите на колоездачната обиколка на Италия като краен или начален град при провеждане на отделните етапи.
- 3 юни 1962, 15-и етап Моена-Априка, победител Виторио Адорни
- ? 1963, 19-и етап Белуно-Моена, победител Вито Таконе
- ? 1966, 19-и етап Болцано-Моена, победител Джани Мота
- ? 1966, 20-и етап Моена-Белуно, победител Феличе Джимонди
- 7 юни 1990, 17-и етап Моена-Априка, победител Леонардо Сиера